# NGC 3095
NGC 3095 este o galaxie spirală situată în constelația Mașina Pneumatică. A fost descoperită în 16 februarie 1836 de către John Herschel. Se află la o distanță de 31 de megaparseci de Pământ.